# オリエンチン
オリエンチン(Orientin)は、フラボノイド様化合物のフラボンの一種である。ルテオリンの8-C-グルコシドである。

## 天然の存在
ヨウシュフクジュソウ、Anadenanthera colubrina、ヨポ、クロチクの葉等に含まれる。
食物中では、トケイソウ属やアサイー、ソバの芽、キビ等に見られることが報告されている。

## 同定
オリエンチンの同定は広く報告されており、質量分析を用いた同定法は確立されている。